# Victor Norman

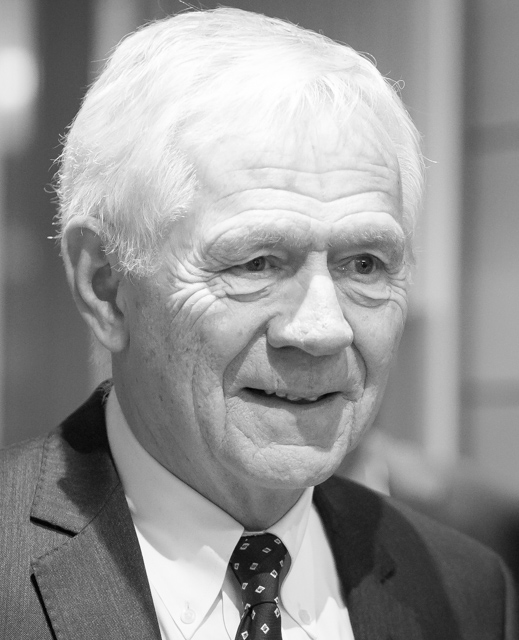
Victor Norman (2017)

Victor Danielsen Norman (* 24. Juli 1946 in Risør; † 20. September 2024 in Bergen) war ein norwegischer Wirtschaftswissenschaftler, Sozialökonom und Politiker der Høyre.

## Leben
Nach dem Schulbesuch studierte er Wirtschaftswissenschaften und wurde 1971 zunächst zum außerordentlichen Professor für Schifffahrtsökonomie an der Norwegischen Handelshochschule (NHH) ernannt. Nach dem Erwerb eines Doktorgrades am Massachusetts Institute of Technology 1972 nahm er dort den Ruf eine Professur für Volkswirtschaftslehre an und ist schließlich seit 1975 Professor für Sozialökonomie an der NHH.
Neben seiner Lehrtätigkeit führte er mehrere Forschungsprojekte zur internationalen Wirtschaft durch und war 1990 bis 1991 Vorsitzender einer Kommission zur Förderung des Effektivitätspotenzials im Öffentlichen Sektor. Nachdem er bereits 1990 bis 1992 Prorektor der NHH war, übernahm er von 1999 bis 2001 das Amt des Rektors der Norwegischen Handelshochschule.
Am 19. Oktober 2001 wurde Norman, der Mitglied der Høyre ist, von Ministerpräsident Kjell Magne Bondevik zum Arbeits- und Administrationsminister in dessen zweitem Kabinett berufen und war als solcher bis zum 18. Juni 2004 tätig. Während dieser Zeit war seine Ehefrau Christine Benedichte Meyer, die ebenfalls an der NHH lehrt, als Staatssekretärin im Arbeits- und Administrationsministerium tätig.

## Veröffentlichungen
Norman war darüber hinaus auch als Autor von wirtschaftswissenschaftlichen Fachbüchern tätig. Zu seinen bekanntesten Veröffentlichungen gehören:
- Theory of International Trade (1980, Mitautor Avinash K. Dixit, dt. Titel Außenhandelstheorie, Oldenbourg Verlag, München 1998, ISBN 978-3-486-24755-8)
- En liten, åpen økonomi (1983).